# Rosine von Baden
Rosine von Baden (* 5. März 1487; † 29. Oktober 1554 in Wachendorf) war eine badische Markgräfin und durch Ehe Gräfin von Hohenzollern-Haigerloch, sowie in zweiter Ehe Freifrau von Ow zu Wachendorf.

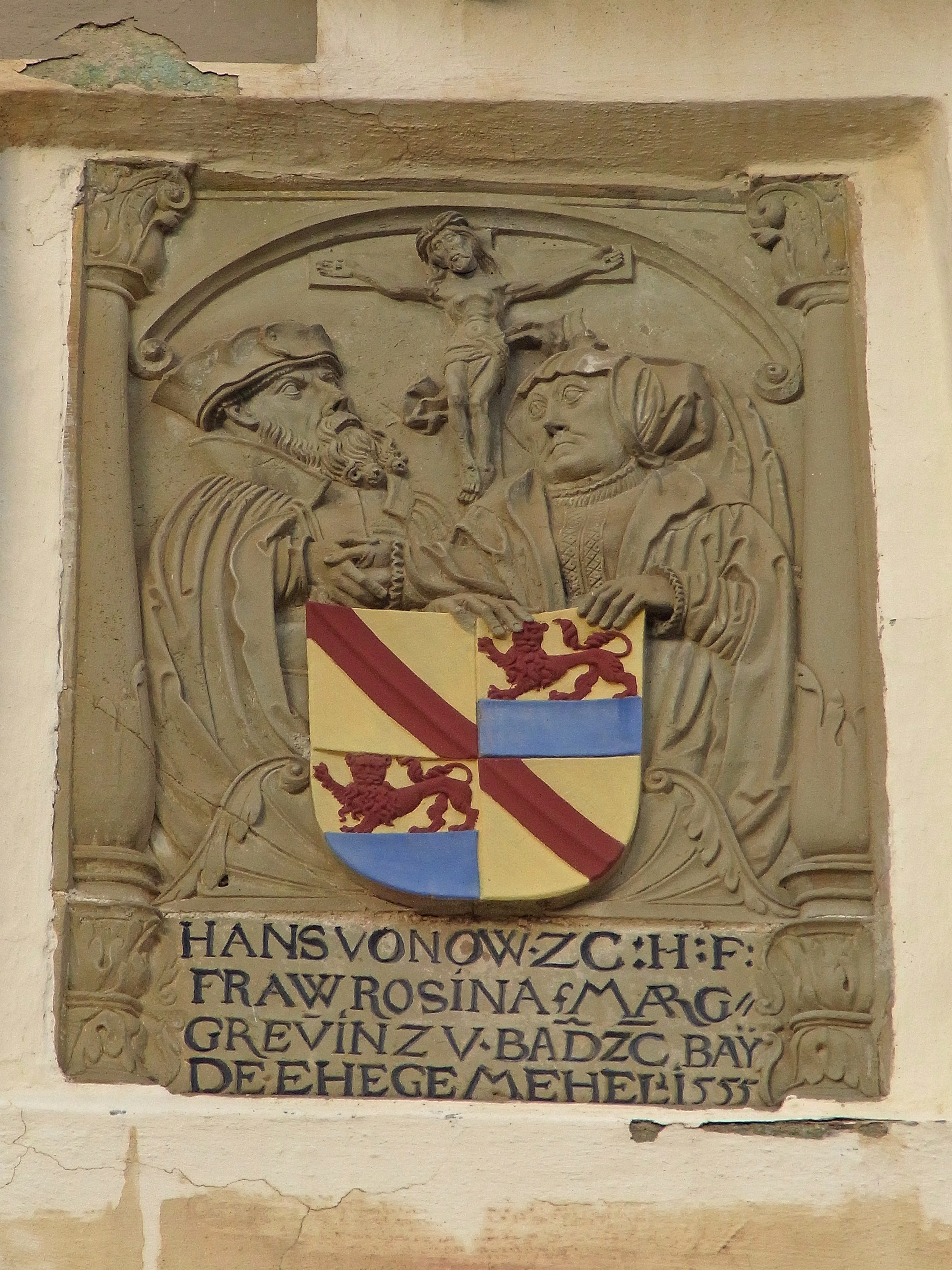
Gedenkstein (von 1555) für Rosine von Baden und ihren zweiten Ehemann Freiherr Johann von Ow-Wachendorf auf Schloss Wachendorf

Sie war eine Tochter von Christoph I., Markgraf von Baden, und der Ottilie von Katzenelnbogen. Sie heiratete in erster Ehe 1503 den Grafen Franz Wolfgang von Hohenzollern zu Haigerloch (* 1483/84; † 16. Juni 1517) und in zweiter Ehe am 17. Dezember 1526 den Freiherrn Johann von Ow zu Wachendorf († 29. Oktober 1571).
Aus erster Ehe hatte sie folgende Kinder:
- Christoph Friedrich († 1535), 1517–1535 Graf von Haigerloch
- Joachim († 1538), 1535–1538 Graf von Haigerloch
- Elisabeth (1514–1573), ⚭ Johann Christoph I. della Scala (1509–1544), Herr auf Schloss Amerang
- Helena Eleonore, ⚭ Christoph, Graf von Tengen zu Nellenburg
- Anna, ⚭ Ulrich Philip, Freiherr von Hohensax
- Rosina